# 앤드루 보거트
앤드루 보거트(Andrew Michael Bogut, 1984년 11월 28일 ~ )는 오스트레일리아의 농구 선수이자 미국 프로 농구 골든스테이트 워리어스의 선수이다.